# Панибудьласка, Владимир Фёдорович
Влади́мир Фёдорович Панибудьла́ска (14 июля 1929, Петриковка — 26 июля 2011) — советский и украинский историк, политолог, исследователь истории межнациональных отношений, доктор исторических наук (с 1976 года), профессор (с 1981 года). Лауреат Государственной премии УССР в области науки и техники (1984).

## Биография
Родился 14 июля 1929 года в селе Петриковцы (ныне посёлок городского типа Днепропетровской области). По окончании средней школы учился живописи в Одесском художественном училище, затем в художественном институте. В 1954 году окончил исторический факультет Днепропетровского государственного университета. Работал учителем школы № 54 города Днепропетровска.
В 1958–1961 годах — аспирант кафедры истории КПСС Киевского государственного университета. В 1961 году, под руководством И. Д. Ремезовского, защитил кандидатскую диссертацию на тему: «Коммунистическая партия — организатор и руководитель комсомола Украины. 1919-1920 гг.». После защиты работал младшим научным сотрудником, старшим научным сотрудником Института истории партии при ЦК КПУ. В 1964–1977 гг. — младший научный сотрудник отдела истории социалистического и коммунистического строительства, старший научный сотрудник отдела истории коммунистического строительства Института истории АН УССР.
В 1976 году защитил докторскую диссертацию на тему: «Укрепление дружбы и интернационального единства народов СССР в условиях развитого социализма». В 1977–2009 годах — заведующий кафедрой истории КПСС и научного коммунизма Киевского инженерно-строительного института, руководитель кафедры политических наук. После перехода на преподавательскую работу продолжал заниматься научно-исследовательской деятельностью.
Был членом правления секции общественных наук Украинского общества дружбы и культурных связей с зарубежными странами, работал на руководящих должностях в обществе «Знание».
В 1990-х годах возглавлял научно-экспертный совет Министерства образования и науки Украины по профессиональному направлению «История», а также работал в её секции «Философия и история», был членом редколлегии «Украинского исторического журнала» и журнала «Проблемы миграции», руководителем научной программы «Этнонациональная история Украины». Под его руководством и при его авторстве вышли:
- «Малая энциклопедия этногосударствоведения»;
- «Миграционные процессы в современном мире: мировой, региональный и национальный измерения»;
- справочник «Национальные процессы в Украине: история и современность. Документы и материалы» (в 2 томах);
- «Голодомор на Украине 1932-1933»;
- «Украинский язык как государственный: образование, политика»[3].

Учёный был избран академиком украинских академий исторических и политических наук. В 2001 году ему присвоено почётное звание заслуженного деятеля науки и техники Украины. В 2007 году указом Президента Украины, награждён орденом «За заслуги» III степени.
Умер 26 июля 2011 года.

## Научная деятельность
Длительное время исследовал проблемы истории СССР, УССР, проблемы межгосударственных и межнациональных отношений, истории КПСС, КПУ, комсомола, воспитательной работы с молодёжью. В последние годы, особенно с 1991 года, начал активно разрабатывать политологическую тематику. Его научная деятельность была сконцентрирована вокруг вопросов соборности Украины[уточнить], консолидации украинского общества, этнонациональной истории Украины и политологии. Основные работы:
- Ленінська національна політика у дії. — Київ, 1987;
- Ленінська політика інтернаціоналізму. — Київ, 1986 (в соавторстве);
- Сила великої дружби. — Київ, 1982;
- В единой семье народов. — Москва, 1979 (в соавторстве);
- Інтернаціоналістська єдність радянської молоді. — Київ, 1978;
- Дружба і співробітництво українського народу з братніми народами СРСР. 1959—1965 рр. — Київ, 1967.

Был членом редакционных коллегий и авторских коллективов фундаментальных изданий «История Украинской ССР» и «История городов и сёл Украинской ССР».
Подготовил 3 докторов и более 30 кандидатов наук.